# 1521 Seinäjoki
1521 Seinäjoki (privremena oznaka 1938 UB1), asteroid glavnog pojasa. Otkrio ga je Yrjö Väisälä, 22. listopada 1938. 

## Vanjske poveznice
- Minor Planet Center

… |  1520 Imatra  | 1521 Seinäjoki |  1522 Kokkola | …